# Raphidia communis
Raphidia communis is een kameelhalsvliegensoort uit de familie van de Raphidiidae. 
Raphidia communis werd voor het eerst wetenschappelijk beschreven door Retzius in 1783.